# 朝基勝士
朝基勝士（1970年3月2日—），日本漫畫家，出生於大阪府。早期使用這個筆名。

## 漫畫作品
連載於Magazine SPECIAL
- 少年偵探銀狼（原名：超頭脳シルバーウルフ，原作：金成陽三郎，1991 - 1992年不定期連載，全3卷）
- 鐵臂神投（日语：大樹のマウンド）（1994 - 1996年連載，全5卷）

連載於週刊少年Magazine
- 感應少年EIJI（原名：サイコメトラーEIJI，原作：安童夕馬，1996 - 2000年連載，全25卷）
- 王牌至尊（原名：クニミツの政，原作：安童夕馬，2001 - 2005年連載，全27卷）

- 王牌至尊 立志篇（原名：クニミツの政 立志編，原作：安童夕馬，全1卷，總集編性質的《王牌至尊》單行本）

- 電子之星（原名：IWGP 電子の星，原作：石田衣良，2006年連載，全1卷）
- 少年刑警（原名：シバトラ，原作：安童夕馬，2006 - 2009年連載，全15卷）
- BLACK OUT 黑幕追緝（日语：BLACK OUT (漫画)）（原名：BLACK OUT，原作：如月流(キサラギリュウ)，2010年連載，全4卷）

連載於月刊Afternoon
- 雑草女（原作：山田隆道，2010年 - 2011年連載，全1卷）

連載於週刊Young Magazine
- 感應少年EIJI 新章（原作：安童夕馬，2011年 - 休載中）
- 胖子老師（原作：安童夕馬、2014年 - 2016年連載，全9卷）
- 我家的英雄（原作：山川直輝，2017年- 連載中）

## 老師
- 大島司

## 個人助理
- 日向武史
- 菅野文
- 宗田豪
- 亜桜まる
- オジロマコト
- 奈央晃徳
- 岡田有希
- 真右衛門